# George Hill (biegacz)
George Hill (ur. 26 lutego 1891 w Christchurch, zm. 29 listopada 1944 w Auckland) – nowozelandzki biegacz długodystansowy reprezentujący Australazję. Uczestniczył w igrzyskach olimpijskich w 1912 w Sztokholmie, gdzie startował w biegach na 5000 metrów i na 10 000 metrów. Trzykrotny mistrz Nowej Zelandii w biegu na jedną milę oraz dwukrotny w biegu na 3 mile.

## Występy na letnich igrzyskach olimpijskich
| Igrzyska | Wydarzenie       | Eliminacje | Eliminacje       | Półfinały | Półfinały | Finały          | Finały          |
| Igrzyska | Wydarzenie       | Wynik      | Miejsce          | Wynik     | Miejsce   | Wynik           | Miejsce         |
| -------- | ---------------- | ---------- | ---------------- | --------- | --------- | --------------- | --------------- |
| LIO 1912 | Bieg na 5000 m   | 15:56,80   | 4. w swoim biegu |           |           | → Nie awansował | → Nie awansował |
| LIO 1912 | Bieg na 10 000 m | -          | DNF              |           |           | → Nie awansował | → Nie awansował |